# Lão khoa
Lão khoa là một chuyên khoa tập trung vào chăm sóc sức khỏe của người cao tuổi. Mục đích của chuyên khoa này là tăng cường sức khỏe bằng cách ngăn ngừa và điều trị bệnh và khuyết tật ở người lớn tuổi. Không có độ tuổi cố định nào mà bệnh nhân có thể được chăm sóc bởi bác sĩ lão khoa, một bác sĩ chuyên chăm sóc người già. Thay vào đó, quyết định này được xác định bởi nhu cầu của từng bệnh nhân và mức độ sẵn có của bác sĩ chuyên khoa. Điều quan trọng cần lưu ý là sự khác biệt giữa lão khoa, chăm sóc người già và nghiên cứu lão khoa (gerontology), đó là nghiên cứu về quá trình lão hóa.

## Phạm vi

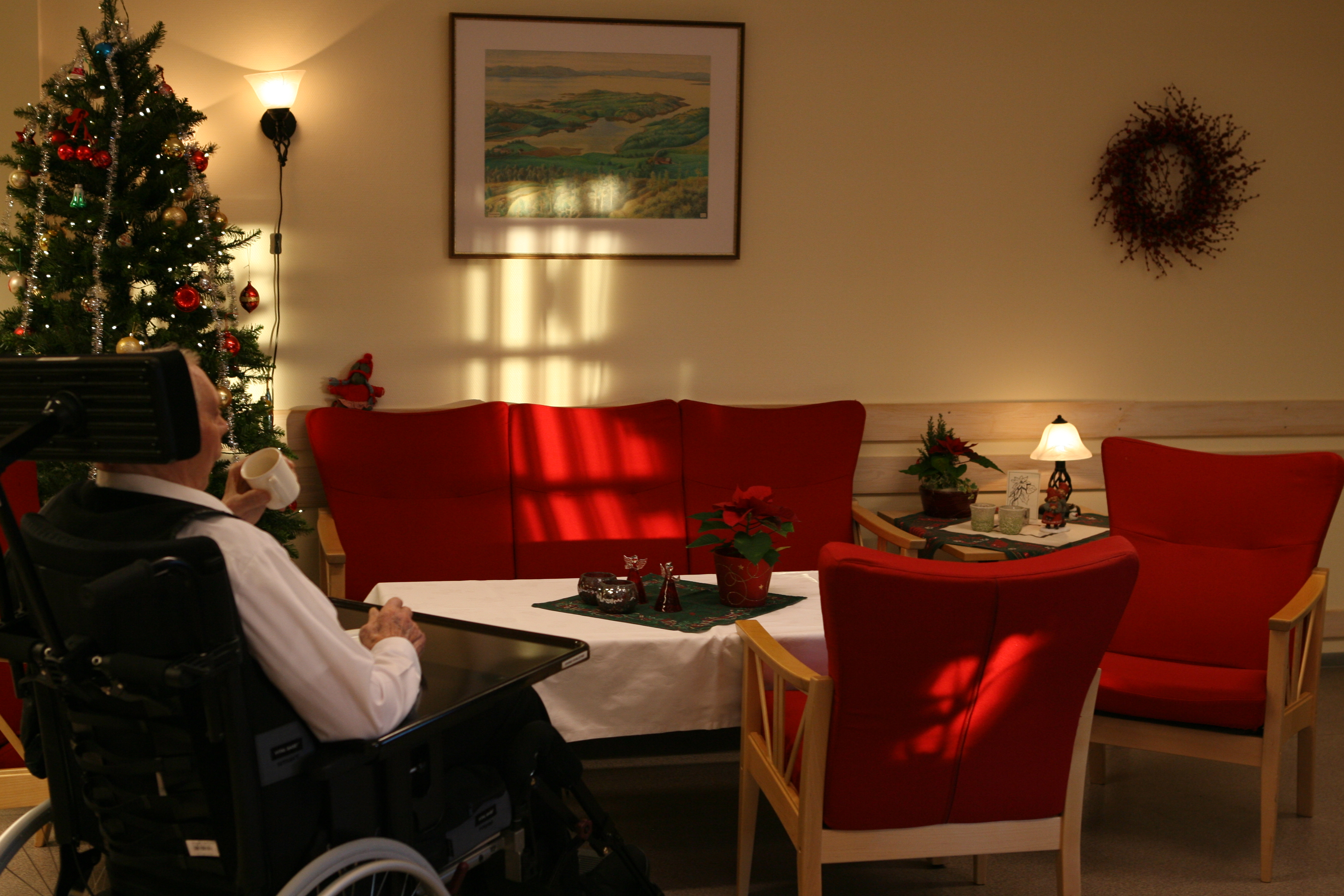
Người già ở viện dưỡng lão ở Na Uy

### Sự khác biệt giữa người trưởng thành và người già
Lão khoa khác với khoa y học dành cho người lớn tiêu chuẩn vì nó tập trung vào các nhu cầu riêng biệt của người cao tuổi. Cơ thể già khác với sinh lý khác với cơ thể người trưởng thành trẻ tuổi, và trong tuổi già, sự suy giảm của các hệ cơ quan khác nhau trở nên rõ ràng. Các vấn đề sức khỏe và lựa chọn lối sống trước đây tạo ra một chòm sao khác nhau về các bệnh và triệu chứng ở những người khác nhau. Sự xuất hiện của các triệu chứng phụ thuộc vào dự trữ lành mạnh còn lại trong các cơ quan. Những người hút thuốc, ví dụ, tiêu thụ dự trữ hệ hô hấp của họ sớm và nhanh chóng.
Bác sĩ lão khoa phân biệt giữa các bệnh và ảnh hưởng của lão hóa bình thường. Ví dụ, hỏng thận có thể là một phần của lão hóa, nhưng suy thận và tiểu không tự chủ thì không. Bác sĩ lão khoa nhằm mục đích điều trị các bệnh hiện diện và đạt được sự lão hóa khỏe mạnh. Bác sĩ lão khoa tập trung vào việc đạt được các ưu tiên cao nhất của bệnh nhân trong bối cảnh nhiều bệnh mãn tính và tập trung vào bảo tồn chức năng.

### Độ phức tạp tăng
Sự suy giảm dự trữ sinh lý trong các cơ quan làm cho người cao tuổi mắc một số loại bệnh và có nhiều biến chứng do các vấn đề bình thường (như mất nước do viêm dạ dày ruột nhẹ). Nhiều vấn đề có thể kết hợp: Sốt nhẹ ở người cao tuổi có thể gây nhầm lẫn, có thể dẫn đến ngã và gãy xương đùi ("gãy xương hông").
Người cao tuổi đòi hỏi phải chú ý đặc biệt đến thuốc. Người cao tuổi đặc biệt phải chịu chế độ đa dược phẩm (dùng nhiều loại thuốc). Một số người cao tuổi bị rối loạn y tế nhiều lần; một số đã tự kê toa nhiều loại thuốc thảo dược và thuốc không kê đơn. Tính đa hình này có thể làm tăng nguy cơ tương tác thuốc hoặc phản ứng có hại của thuốc. Trong một nghiên cứu, người ta thấy rằng các loại thuốc kê toa và không kê toa thường được sử dụng cùng với những người lớn tuổi, với gần 1 trong 25 cá nhân có nguy cơ tương tác với thuốc chính. Chuyển hóa thuốc được bài tiết chủ yếu qua thận hoặc gan, có thể bị suy yếu ở người cao tuổi, và do vậy cần phải điều chỉnh thuốc.